# Campeonato Argentino de Futebol de 1917
O Campeonato Argentino de Futebol de 1917, originalmente denominado Copa Campeonato 1917, foi o vigésimo nono torneio da Primeira Divisão do futebol argentino. O certame começou em 1 de abril e terminou em 30 de dezembro de 1917. O Racing Club conquistou o seu quinto título de campeão argentino.

## Participantes
| Equipe                             | Cidade       |
| ---------------------------------- | ------------ |
| Argentino de Quilmes               | Quilmes      |
| Atlanta                            | Buenos Aires |
| Banfield                           | Banfield     |
| Boca Juniors                       | Buenos Aires |
| Columbian                          | Buenos Aires |
| Estudiantes                        | Buenos Aires |
| Estudiantes de La Plata            | La Plata     |
| Estudiantil Porteño                | Buenos Aires |
| Ferro Carril Oeste                 | Buenos Aires |
| Gimnasia y Esgrima de Buenos Aires | Buenos Aires |
| Gimnasia y Esgrima La Plata        | La Plata     |
| Huracán                            | Buenos Aires |
| Independiente                      | Avellaneda   |
| Platense                           | Buenos Aires |
| Porteño                            | Buenos Aires |
| Racing Club                        | Avellaneda   |
| River Plate                        | Buenos Aires |
| San Isidro                         | San Isidro   |
| San Lorenzo                        | Buenos Aires |
| Sportivo Barracas                  | Buenos Aires |
| Tigre                              | Victoria     |

## Classificação final
| Pos | Equipes                 | Pts | J  | V  | E  | D  | GM | GS | SG  |
| --- | ----------------------- | --- | -- | -- | -- | -- | -- | -- | --- |
| 1.  | Racing Club             | 35  | 20 | 16 | 3  | 1  | 58 | 4  | 54  |
| 2.  | River Plate             | 30  | 20 | 12 | 6  | 2  | 35 | 14 | 21  |
| 3.  | Huracán                 | 28  | 20 | 11 | 6  | 3  | 42 | 15 | 27  |
| 4.  | Boca Juniors            | 28  | 20 | 10 | 8  | 2  | 42 | 23 | 19  |
| 5.  | Sportivo Barracas       | 21  | 20 | 6  | 9  | 5  | 25 | 22 | 3   |
| 6.  | Estudiantes de La Plata | 21  | 20 | 8  | 5  | 7  | 28 | 28 | 0   |
| 7.  | Estudiantil Porteño     | 21  | 20 | 6  | 9  | 5  | 26 | 26 | 0   |
| 8.  | Independiente           | 20  | 20 | 7  | 6  | 7  | 29 | 24 | 5   |
| 9.  | San Isidro              | 20  | 20 | 7  | 6  | 7  | 31 | 35 | -4  |
| 10. | Gimnasia (LP)           | 19  | 20 | 4  | 11 | 5  | 19 | 24 | -5  |
| 11. | Ferro Carril Oeste      | 19  | 20 | 6  | 7  | 7  | 18 | 24 | -6  |
| 12. | San Lorenzo             | 18  | 20 | 6  | 6  | 8  | 29 | 27 | 2   |
| 13. | Porteño                 | 18  | 20 | 7  | 4  | 9  | 20 | 30 | -10 |
| 14. | Columbian               | 18  | 20 | 8  | 2  | 10 | 18 | 35 | -17 |
| 15. | Platense                | 17  | 20 | 4  | 9  | 7  | 21 | 26 | -5  |
| 16. | Atlanta                 | 16  | 20 | 6  | 4  | 10 | 29 | 41 | -12 |
| 17. | Tigre                   | 16  | 20 | 6  | 4  | 10 | 23 | 36 | -13 |
| 18. | Argentino de Quilmes    | 16  | 20 | 6  | 4  | 10 | 21 | 37 | -16 |
| 19. | Estudiantes (BA)        | 15  | 20 | 6  | 3  | 11 | 25 | 31 | -6  |
| 20. | Gimnasia (BA)           | 12  | 20 | 4  | 4  | 12 | 23 | 44 | -21 |
| 21. | Banfield                | 12  | 20 | 4  | 4  | 12 | 17 | 33 | -16 |

|  |           |
|  | Campeão   |
|  | Rebaixado |

## Premiação
| Campeonato Argentino de Futebol de 1917 |
| --------------------------------------- |
| Racing Club Campeão (5° título)         |

## Bibliografía
- Estévez, Diego (2010). 38 Campeones del fútbol argentino 1891-2010. [S.l.]: Ediciones Continente. ISBN 978-950-754-301-2